# Bateria artylerii nr 44
44 Bateria artylerii – polska dwudziałowa improwizowana bateria artylerii przeciwdesantowej kalibru 75 mm wz. 1897, utworzona ze zdemontowanych armat z pokładu kanonierki ORP "Generał Haller" ustawiona niedaleko Punktu Obserwacyjnego Hel, Półwyspu Helskiego (od strony pełnego morza i wejścia do zatoki). Wchodziła w skład Dywizjonu Artylerii Nadbrzeżnej, Rejonu Umocnionego Hel.

## Sformowanie i działania bojowe w kampanii wrześniowej
Baterię artylerii przeciwdesantową nr 44 sformowano na podstawie rozkazu Dowódcy Floty z dnia 4 września 1939 r. Do jej sformowania przystąpiono 5 września, podstawą jej utworzenia było użycie części załogi i dwóch armat kal. 75 mm Schneider wz.1897 z rozbrojonej kanonierki ORP "Generał Haller". Baterię posadowiono na improwizowanych działobitniach zbudowanych na fundamentach z drewnianych okrąglaków. Umiejscowiono ją niedaleko Punktu Obserwacyjnego Hel i Góry Szwedów. Sektor ostrzału i obrony przeciwdesantowej rozciągał się od strony morza i wejścia do Zatoki Gdańskiej. Dowódcą baterii został były oficer artylerii ORP "Wicher" por. mar. Zbigniew Kowalski, zastępcą dowódcy ppor. mar. Jerzy Brunon Broniewicz. Bateria szybko osiągnęła gotowość bojową i włączyła się do walk z niemieckimi jednostkami pływającymi.  
Wykaz pojedynków baterii nr 44 z niemieckimi okrętami:
- 8 IX w godz. 14.20 - 14.12 wraz z 21 baterią przeciwlotniczą ostrzelała zespół trałujący 1. R. Flotille (1 Flotylla Kutrów Trałowych), flotylla wycofała się pod osłoną zasłony dymnej,
- 12 IX o godz. 8.35 44 bateria przeciwdesantowa wraz bateriami nr 42 i 43 ostrzelała celnie trałowiec niemiecki "Otto Braun", jeden z pocisków trafił w dziobówkę raniąc 5 marynarzy,
- 13 IX o godz. 6.00 ostrzelała kuter trałowy R 23, wpłynął do Władysławowa,
- 14 IX o godz. 8.30 wraz z armatami 75 mm "oświetlającymi" baterii nr 31 ostrzelała trałowiec M 132, oddano 10 salw, okręt wycofał się pod osłoną zasłony dymnej, wystrzelił w kierunku "cypla" Helu 5 pocisków,
- 25 IX w godz. 10.04 - 10.45 wspólnie z bateriami nr 32 i 41 i ewentualnie z improwizowaną baterią z rejonu Jastarni, ostrzelała zespół trałujący 5. H.S.-Flotille (5 Flotylla Ochrony Portów), pod osłoną torpedowca T 196, jednostki niemieckie wycofały się pod osłoną zasłony dymnej[3].

29 września w godzinach porannych marynarze 44 baterii pod dowództwem por. Z. Kowalskiego stoczyli potyczkę z użyciem broni strzeleckiej, w tym maszynowej z częścią zbuntowanej 13 i 12 kompanii strzeleckiej w rejonie swojego zakwaterowania i zajmowanych stanowisk ogniowych. Dokonano licznych zatrzymań i rozbrojeń buntowników, wspierając żandarmerię i pododdziały marynarzy.   